# Bjørnfjell Station
Bjørnfjell Station (Bjørnfjell stasjon) er en jernbanestation på Ofotbanen, der ligger ved Bjørnfjell i Narvik kommune i Norge. Stationen består af nogle få spor, en perron og en stationsbygning i rødmalet træ med ventesal og toilet. Rallarveien følges delvist med banen fra Bjørnfjell til Rombaksbotn.
Den nuværende station er den anden af slagsen. Den første blev oprettet ved 36,50 km 1. maj 1912, da trafikken på banen gjorde det nødvendigt med et ekstra krydsningsspor mellem Katterat Station og grænsen til Sverige. Oprindeligt hed stationen Bjørnefjell, men den skiftede navn til Bjørnfjell i april 1921. Stationen lå på en kraftig stigning, så da Ofotbanen blev elektrificeret i 1923, blev det besluttet at anlægge en ny station længere mod øst, ca. 2 km fra grænsen. Den nye station ved 40,42 km åbnede 1. oktober 1925. Den gamle station blev samtidig nedgraderet til trinbræt men overlevede af hensyn til betjeningen af hytterne i området. Den blev nedlagt 27. november 1955 og erstattet af den nærliggende Søsterbekk Station, der var åbnet 5. juli 1955.
Den nye Bjørnfjell Station blev fjernstyret 14. juli 1963 og gjort ubemandet i 1969. I 2014 blev der arbejdet på at udvide krydsningssporene på stationen for at udvide kapaciteten på banen.
Stationsbygningen på den gamle station blev opført i 1912 efter tegninger af Harald Kaas. Den blev flyttet til den nye station som turiststation i 1937. Stationsbygningen på den nye station stammer fra Djupvik Station men blev flyttet omkring 1925.
Da Tyskland angreb Norge 9. april 1940 under anden verdenskrig, lykkedes det for et kompagni norske soldater at slippe væk fra Narvik i forvirringen. De begav til Bjørnfjell langs med jernbanen. 16. april blev den norske styrke nedkæmpet af tyske Gebirgsjägere. Seks norske soldater faldt, 45 blev taget til fange af tyskerne, og de fleste andre blev interneret i Sverige. Der er opsat en mindeplade med navnene på de faldne på Bjørnfjell Station.